# Il principe delle maree (romanzo)
Il principe delle maree (The Prince of Tides) è un romanzo del 1986, bestseller di Pat Conroy. 
Nel 1991 ne è stato tratto l'omonimo film, diretto e interpretato da Barbra Streisand.

## Personaggi principali
- Tom Wingo, il protagonista: sposato con Sallie, insegnante e coach di football;
- Susan Lowenstein: Dottoressa di Manhattan, psichiatra di Savannah Wingo;
- Savannah Wingo: scrittrice, sorella gemella di Tom Wingo;
- Lila Newbury: la bellissima madre dei due gemelli;
- Henry Wingo: il violento padre di Tom e Savannah;
- Herbert Woodruff: violinista, marito infedele di Susan;
- Bernard Woodruff: studente, figlio di Susan;
- Sallie Wingo: medico, moglie infelice di Tom Wingo.

## Edizioni in italiano
Il libro è stato tradotto in sedici lingue.
- Pat Conroy, Il principe delle maree, trad. di Pier Francesco Paolini, Bompiani, Milano 1987
- Pat Conroy; Il principe delle maree, traduzione di Pier Francesco Paolini, Tascabili Bompiani, Milano 2004
- Pat Conroy; Il principe delle maree, traduzione di Pier Francesco Paolini, Bompiani, Milano 2015